# Vatičkování
Vatičkování je způsob úpravy květů při aranžování květin. Používá se především při vázání svatebních kytic. Vatičkování zvyšuje náročnost aranžmá a cenu kytice.

## Technologie
Používá se u květů, které byly den předtím umístěny v nádobě s vodou pro dostatečné zásobení vodou. Takový květ je upraven zkrácením stonku nebo lodyhy a je k němu připevněn úvazek (drát, nebo je jinak připevněn k opoře). Duté stonky bývá vhodné vyztužit nebo zpevnit. Obvykle pak bývá na řeznou ránu umístěna buničina (obvykle kousek vaty), která je navlhhčena, omotána gutaperčovou páskou. Celek je pak připraven k použití při aranžování a zajistí poněkud delší životnost řezaných květů mimo nádobu s vodou.